# 變種人 (1997年電影)
《變種人》（英語：An American Werewolf in Paris，未出现在片头）是一部1997年喜劇恐怖電影，由安東尼·沃勒執導，提姆·伯恩斯、湯姆·斯特恩和沃勒編劇，湯姆·埃弗瑞特·斯科特和茱莉·蝶兒主演，遵循約翰·蘭迪斯1981年電影《美國狼人在倫敦》的總體概念，也是其續集。該片由美國、法國、荷蘭和盧森堡的公司合拍。
與由环球影业發行的前作《美國狼人在倫敦》不同，本片由好莱坞影片旗下的博偉電影發行。影片上映後，遭到了負面評價。

## 剧情
安迪·麥克德莫特是一名遊客，與朋友布拉德和克里斯一起遊覽巴黎的景點。就在安迪準備蹦极之前，塞拉菲娜·皮戈從艾菲爾鐵塔上縱身一躍，安迪也跟着跳下去救了她。之后她消失在夜色中，讓安迪感到好奇。一天晚上，安迪、克里斯和布拉德參加了由塞拉菲娜的朋友克洛德主辦的夜總會“月亮俱樂部”。塞拉菲娜不在場，克里斯自願到她家去找她，发现她被锁在地下室的牢房中，便将她放了出來，但她反而把他鎖在裡面。他發現一名無腿狼人被困在床上，便想办法逃跑了。俱樂部老闆克洛德其實是狼人的首領，利用俱樂部引誘人們前来送死。塞拉菲娜赶到，告訴安迪逃跑，之后變身為狼人。俱樂部老闆也變成了狼人，屠殺了布拉德和其他客人。
第二天，安迪在塞拉菲娜家醒來。她告訴他他正在變成狼人。这时塞拉菲娜母親的鬼魂出现，安迪驚慌失措地跳出窗外逃跑。克里斯想要引起他的注意，但被克洛德綁架了。布拉德的鬼魂出現在安迪面前，解釋了他身为狼人的状况。安迪要想恢復正常，必須吃掉咬他的狼人的心臟，而為了讓布拉德的鬼魂安息，必須殺死那个殺死他的狼人。安迪對生肉產生了興趣，后来在墓地與美國遊客埃米·芬奇做爱。他突然變身，殺死了她和一名怀疑他參與了月光俱樂部大屠殺并跟踪他的警察。安迪被捕但设法逃脫。他開始看到埃米的鬼魂，她想要找到方法殺死他。
克洛德和他的手下抓住了安迪，並迫使他加入他們的族群，但安迪必須殺死克里斯才能證明他的忠誠。塞拉菲娜再次救了他，他們回到她家，發現她的地下室被洗劫一空，而她的繼父，也就是那個被困在床上的狼人，已經死了。原来，她的繼父配製了一種藥物，想要阻止塞拉菲娜變身，但卻產生了相反的效果，能够強制让人變身为狼人。塞拉菲娜注射后，殺死了她的母親，毆打了她的繼父。克洛德在洗劫過程中偷走了这些药物。
安迪和塞拉菲娜獲知克洛德又策划了一个獨立日派对，决定潛入其中。他們想要劝说人們离开，但警察闯入派對，两人只好逃跑。克洛德和他的手下給自己注射了藥物，並屠殺了幾乎所有的客人。安迪和塞拉菲娜殺死了一名狼人，解脱了布拉德的靈魂後逃離。两人失散，塞拉菲娜注射了這種藥物來對抗另一个狼人，这时安迪遇到了他們，不知道誰是誰，不小心開槍射殺了她，两人被警察发现。然後，一個狼人襲擊了他，把他追到了地下鐵軌上。列車因撞到狼人而停了下來。狼人登上列車攻擊司機和乘客，但藥效逐漸消失，克洛德的原形暴露出來。克洛德想要給自己注射最後一管，但被安迪阻止。在隨後的打鬥中，安迪發現克洛德就是咬他的那个狼人。兩人奮力争夺最後一管藥物，最后安迪意外被注射，變身後殺死並吃掉了克洛德的心臟，從而結束了他自己的詛咒，也可能結束了塞拉菲娜的詛咒（這一點并不清楚，因為電影早些時候塞拉菲娜暗示克洛德偷走了她的血變成了狼人。在另一個結局中，安迪吃掉了克洛德的心臟後，塞拉菲娜看到了繼父在救護車後座上的幻象，解釋了他如何在临死之前找到了治療方法）。救護車將她送往了醫院。
塞拉菲娜和安迪與幸存的克里斯在自由女神像頂上慶祝他們的婚禮。克里斯不小心让結婚戒指從塑像上掉了下来，塞拉菲娜和安迪跳下去抢戒指，好似之前安迪救塞拉菲娜一样。